# Campofrío

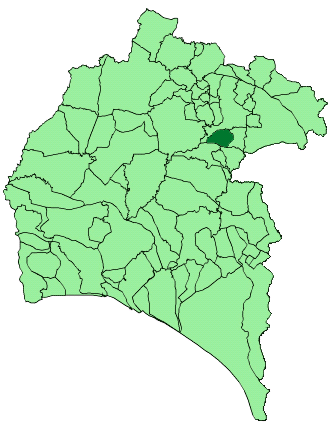
Localização de Campofrío

Campofrío é um município da Espanha na província de Huelva, comunidade autónoma da Andaluzia, de área 48 km² com população de 799 habitantes (2007) e densidade populacional de 16,65 hab./km².

## Demografia
| Variação demográfica do município entre 1991 e 2004 | Variação demográfica do município entre 1991 e 2004 | Variação demográfica do município entre 1991 e 2004 | Variação demográfica do município entre 1991 e 2004 |
| --------------------------------------------------- | --------------------------------------------------- | --------------------------------------------------- | --------------------------------------------------- |
| 1991                                                | 1996                                                | 2001                                                | 2004                                                |
| 908                                                 | 871                                                 | 840                                                 | 832                                                 |